# Cevetta
La Cevetta è un torrente che scorre in provincia di Cuneo. Affluente di destra del Tanaro, si getta in esso nei pressi di Ceva dopo aver raccolto le acque di una breve valle della Alpi liguri.

## Percorso

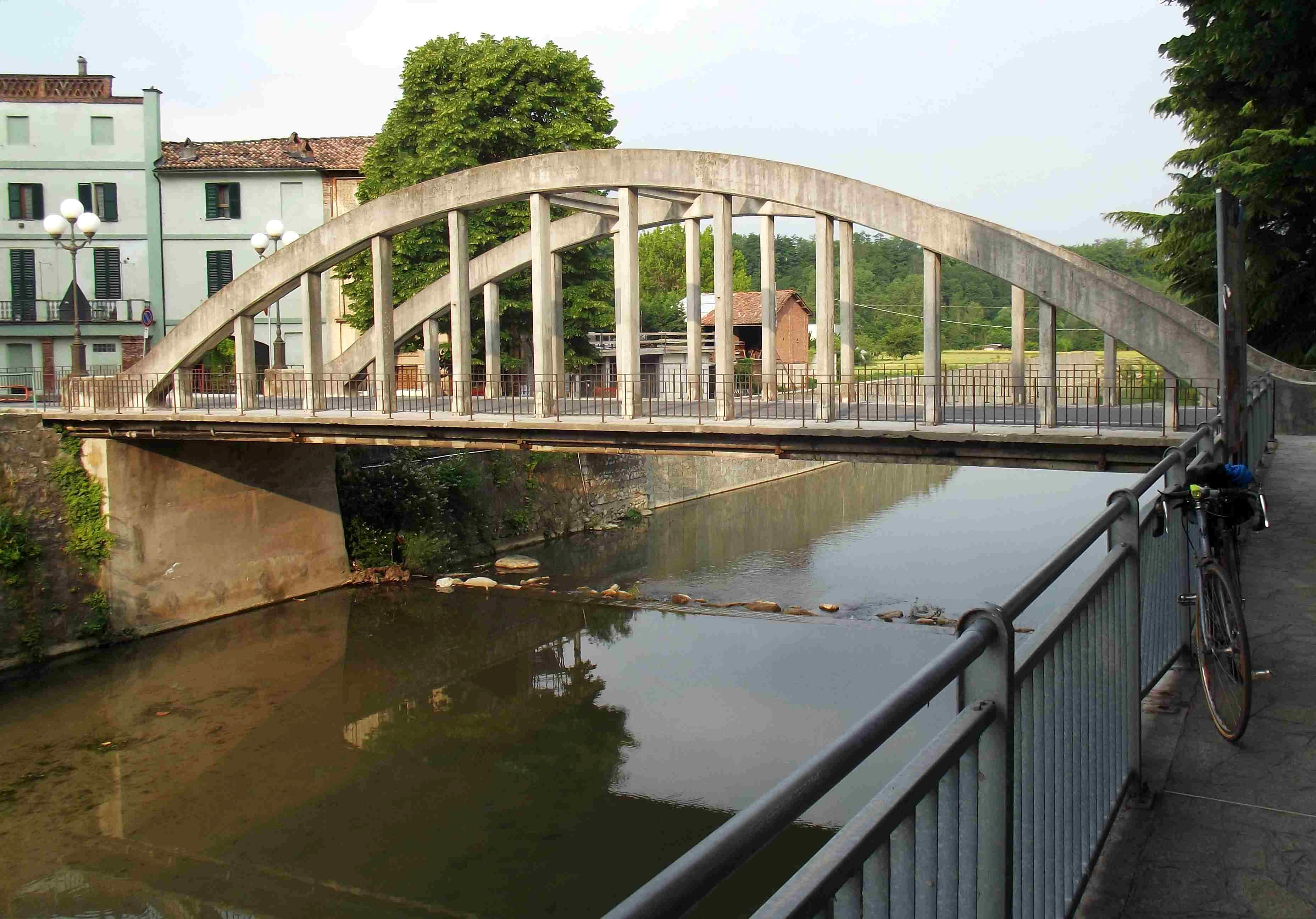
L'ultimo ponte sulla Cevetta prima della confluenza nel Tanaro

La Cevetta nasce a circa di 700 m s.l.m. nei pressi della frazione Tetti di Montezemolo. 
Puntando verso ovest, direzione che manterrà grossomodo invariata fino alla confluenza nel Tanaro, riceve da destra il contributo del rio Orifoglio e viene affiancata dalla ex SS 28 bis. Raggiunto il paese di Priero la sua valletta si allarga e il torrente, con andamento meandriforme, presso la frazione Mollere riceve da sinistra il rio Ricorezzo e viene scavalcato dalla Ferrovia Torino-Savona. Sempre scendendo verso ovest il torrente raggiunge infine la cittadina di Ceva dove riceve da destra le acque del rio Bovina, il suo ultimo affluente di rilievo, e va infine a congiungersi con il Tanaro a 370 metri di quota. Anche l'Autostrada A6 corre piuttosto vicino alla Cevetta tra Montezemolo e Ceva.

## Affluenti principali
- Rio Bovina (12,142 km di lunghezza[4]): nasce presso Paroldo e correndo verso sud va a raggiungere la Cevetta a Ceva.
- Rio Salessola (6,320 km di lunghezza[4]): drena la zona di Sale San Giovanni e confluisce nella Cevetta presso Mollere.
- Rio Recurezzo o Ricorezzo o di Perletta (11,497 km di lunghezza[4]), un corso d'acqua il cui bacino idrografico è in parte incluso nei confini liguri; in Piemonte lambisce il centro di Perlo e raggiunge poi la Cevetta a circa 450 metri di quota.

## Stato ambientale
Il torrente, almeno nella sua parte più a monte, è tuttora piuttosto integro da un punto di vista ambientale. La parte più a valle è invece sporadicamente soggetta ad episodi di inquinamento, anche di una certa gravità.

## Pesca
Da un punto di vista della pesca il torrente viene considerato ricco di trote, ed è oggetto di semine di avannotti da parte delle associazioni di pescatori della zona. La fitta vegetazione e le sponde relativamente alte a franose per buona parte dell'asta fluviale rendono però la pesca nel torrente abbastanza delicata.